# Etienne Bonnet
Etienne Bonnet, francoski general, * 9. maj 1878, † 4. september 1962.